# Claude II. de Beauvilliers
Claude (II.) de Beauvilliers (* 18. Oktober 1542; † 17. Januar 1583 beim Angriff auf Antwerpen) aus dem Haus Beauvilliers war ein französischer Adliger und Militär im Dienst des Königs Heinrich II. und dessen Söhne, vor allem aber ein Parteigänger von François-Hercule de Valois dem (ab 1566) Herzog von Alençon.
Claude de Beaulliers war Chevalier, Comte de Saint-Aignan, Seigneur et Baron de La Ferté-Hubert, de La Salle-lez-Cléry, de Lussay, Chevalier de l’Ordre du Roi. Er wurde Gentilhomme ordinaire de la Chambre du Roi, Conseiller et Chambellan ordinaire du Duc d’Alençon, Lieutenant commandant sa Compagnie de 190 Hommes d’Armes, Chef et Surintendant des Conseils, Maisons et Affaires des Herzogs, Gouverneur de ses Pays et Comtés de (Caen, Vire, Falaise, Bayeux) et de La Ferté-Bernard, et des Duchés d’Alençon, Château-Thierry et de Perche, Gouverneur et Lieutenant-général pour le Roi des Provindes de Berry, Anjou et la Ville de Bourges, Conseiller aux Conseils d’État et Privé.

## Leben
Claude de Beauvilliers ist das einzige eheliche Kind von René de Beauvilliers († 1557), Comte de Saint-Aignan und Baron de la Ferté-Hubert, und Anne de Clermont aus der Familie Clermont-Tonnerre.
1553 wurde er Enfant d’Honneur des Dauphin François und dessen Geschwister. 1557 beerbte er seinen Vater, erst einmal unter der Vormundschaft seiner Mutter; zwei Tage später wurde er zum Gentilhomme ordinaire de la Chambre du Roi (Heinrich II.) ernannt. Auseinandersetzungen mit seiner Mutter ab 1561 wurden 1564 vor das Parlement de Paris gebracht: er beschuldigte sie der Verschwendung und ließ sie auffordern, zu erklären, ob sie wieder verheiratet sei (was durch einen Taufregistereintrag vom 1. Januar 1565 dann auch bestätigt wurde); am 3. März desselben Jahres schlossen die Parteien einen Vergleich.
Er schloss sich François-Hercule de Valois an und wurde 1566 (wohl im Zusammenhang mit dessen Ernennung zum Duc d’Alençon) dessen Conseiller et Chambellan, zudem nach dem Tod seines Schwiegervaters 1569 Lieutenant seiner Compagnie d’ordonnance, sowie ab 12. Februar 1571 Gouverneur des Besitzes der Herzogs in der Normandie (Caen, Vire, Falaise, Bayeux) und von La Roche-Bernard.
1575 erhob er Anspruch auf die Grafschaft Tonnerre durch seine Großmutter Louise de Husson (die Grafschaft ging dann aber an das Haus Clermont-Tonnerre). Er verließ er den Hof des neuen Königs Heinrich III., um sich im September (erneut) dessen Bruder, dem Duc d‘Alençon anzuschließen. Am 29. März 1577 wurde er zum Chef et Surintendant des Conseils, Maisons et Affaires des Herzogs, und Gouverneur et Lieutenant-général pour le Roi au Gouvernement de Berry, Anjou et la Ville de Bourges. Am 25. Juni 1577 war er im Feldlager von Brioude, von dem er im Rang eines Lieutenant de la Compagnie de six vingt Lances des Ordonnances du Roi unter dem Kommando von Monseigneur (François Hercule), Urlaub nahm.
Er begleitete den Prinzen nach Eu zu dessen Treffen mit António von Crato, dem exilierten portugiesischen Gegenkönig am 6. Oktober 1581 und ging anschließend mit ihm nach England, um die Vorbereitungen zu dessen Ehe mit Elisabeth I. von England in persona zu konkretisieren; das Vorhaben scheiterte jedoch am Widerstand der Engländer, sodass François-Hercule – und Claude de Beauvilliers – am 10. Februar 1582 von England in die Niederlande zurückkehrte. Auch die Versuche des Herzogs, in den Niederlanden Fuß zu fassen, scheiterten und endeten für Claude de Beauvilliers beim Angriff auf Antwerpen, bei dem er am 17. Januar 1583 getötet wurde.

## Ehe und Familie
Laut Père Anselme berichten andere Quellen, Claude de Beauvillier – oder einer seiner Söhne – sei mit Marie d’Aumont, der Tochter des Marschalls Jean VI. d’Aumont verlobt gewesen, die Ehe sei aber nicht geschlossen worden.
Tatsächlich heiratete Claude de Beauvilliers per Ehevertrag vom 18. Februar 1559 Marie Babou de la Bourdaisière († 1582), Tochter von Jean Babou, Seigneur de La Bourdaisière, und Françoise Robertet (Babou de La Bourdaisière (Adelsgeschlecht)). Ihre Kinder sind:
1. Hercule de Beauvilliers (* 3. Mai 1563; † 23. Februar 1583 nach Verwundung beim Angriff auf Antwerpen[2]), Comte de Saint-Aignan
2. Léonor de Beauvilliers (* 1. Januar 1565; † März 1589 bei einem Brand, der auf Schießpulver übergriff), Comte de Saint-Aignan, Baron de la Ferté-Hubert
3. Honorat de Beauvilliers (* 26. Mai 1579; † Februar 1622), Chevalier, Comte de Saint-Aignan, Baron de la Ferté-Hubert, Seigneur de Chemery, Lussay etc., 1611 Mestre de camp de la cavalerie légère, 1617 Lieutenant-général au Gouvernement de Berry; ⚭ 4. Mai 1604 Jacqueline de La Grange d’Arquian († 8. Juni 1632), Tochter von François de La Grange d’Arquian, Seigneur de Montigny, Marschall von Frankreich, und Gabrielle de Crévant
4. Anne (* 4. Oktober 1564; † 1636); ⚭ (1) Claude du Châtelet (X 1589 bei der Belagerung von Dieppe); ⚭ (2) Pierre Forget, Seigneur de Frêne († 1610)
5. Françoise (* 30. Januar 1572; † 2. September 1580)
6. Claude (* 4. April 1573; † 20. Januar 1626), 1587 geistlich in der Abtei Montmartre, 1589 zur Äbtissin gewählt, 1590 Äbtissin von Le Pont-aux-Dames
7. Marie de Beauvilliers (* 26. April 1574; † 21. April 1656), geistlich in der Abtei Beaumont-lès-Tours, dort Koadjutrix für ihre Tante Anne Babou, ab 1598 Äbtissin von Montmartre
8. Jeanne, 1589 bezeugt
9. Françoise (* 7. Juni 1580), 1629 Äbtissin von Avenay